# Мікі Маус на будівництві
«Мікі Маус на будівництві» (англ. Building a Building) — американський анімаційний короткометражний мультфільм режисера Волта Діснея, знятий кінокомпанією «Walt Disney Animation Studios». Мультфільм був номінований на премію «Оскар» за найкращий анімаційний короткометражний фільм.

## Сюжет
Всі події, які показані в мультфільмі, відбуваються на будівництві. Головний герой Міккі працює оператором парового екскаватора. Все йшло як завжди до того моменту, поки на будівництво не влаштувалася працювати Мінні. Тепер вона займається тим, що продає готові обіди. Коли Міккі побачив Мінні, у нього починає крутитися голова і все падає з рук. Красуні Мінні також сподобався Міккі. Але тут з'явився суперник - злий Піт, який хоче відбити у Міккі його кохану. Міккі повинен буде битися з виконробом прямо на будівництві.

## Озвучували
| Персонаж    | Озвучував       |
| ----------- | --------------- |
| Мишка Міккі | Волт Дісней     |
| Мишка Мінні | Марселіт Гарнер |
| Піт         | Біллі Блечер    |